# アララト地方
アララト地方 （アルメニア語: Արարատի մարզ, アルメニア語発音: [ɑɾɑˈɾɑt] ( 音声ファイル)）はアルメニア共和国の行政区の一つで、首都エレバン市の南部に位置する。中心都市はアルタシャト。
南部にアゼルバイジャン領のナヒチェヴァン自治共和国と接する。また西部はアラクス川を隔ててトルコに接する。西方に遠くトルコ領内にあるノアの方舟で有名なアララト山（5165メートル）を望む。
面積は2,308km²。人口は260,367(2011)人。

## 下位行政区分
95のコミュニティがある。
1. アボヴィアン
2. アザタシェン
3. アザタヴァン
4. アイガヴァン
5. アイゲザルト
6. アイゲパト
7. アイゲスタン
8. アインタプ
9. アヴシャル
10. アラレズ
11. アララト
12. アラクサヴァン
13. アルパト
14. アルカヴァント
15. アルマシュ
16. アレヴァブイル
17. アレヴシャト
18. バグラミャン
19. バルツラシェン
20. ベルティク
21. ベルカヌシュ
22. ビュラヴァン
23. ブラスタン
24. ゲガニスト
25. ゲタザト
26. ゲタプニャ
27. ギネヴェト
28. ゴラヴァン
29. ダラル
30. ダシュタヴァン
31. ダシュタカル
32. ダラケルト
33. ダルプニク
34. デグズト
35. ディミトロフ
36. ディタク
37. ドヴィン
38. イェゲグナヴァン
39. イェラスフ
40. ザンガカトゥン
41. ゾラク
42. ランジャザト
43. ランジャル
44. ルサショグ
45. ルサラト
46. ハチパル
47. カナチュト
48. ハヤニスト
49. フナベルト
50. ホヴタシャト
51. ホヴタシェン
52. グカサヴァン
53. マシス
54. マルマラシェン
55. ムフチャン
56. ムルカヌシュ
57. ムルカヴァン
58. ムルカヴェト
59. ナレク
60. ニザミ
61. ヌシャヴァン
62. ノヤケルト
63. ノル・ウギ
64. ノル・ハルペルト
65. ノル・キャンク
66. ノル・キュリン
67. ノラバツ
68. ノラマルク
69. ノラシェン
70. シャフミャン
71. ヴォスケタプ
72. ヴォスタン
73. ウルツァランジ
74. ウルツァゾル
75. パルイル・セヴァク
76. ジュラホヴィト
77. ジュラシェン
78. ランチパル
79. サヤト＝ノヴァ
80. シス
81. シサヴァン
82. シパニク
83. スレナヴァン
84. ヴェリン・アルタシャト
85. ヴェリン・ドヴィン
86. ヴァナシェン
87. ヴァルタシャト
88. ヴァルタシェン
89. タペラカン
90. ポクル・ヴェディ
91. マシス（都市）
92. アララト（都市）
93. アルタシャト（都市）
94. ヴェディ（都市）
95. カグツァラシェン

## ギャラリー

アララト地方
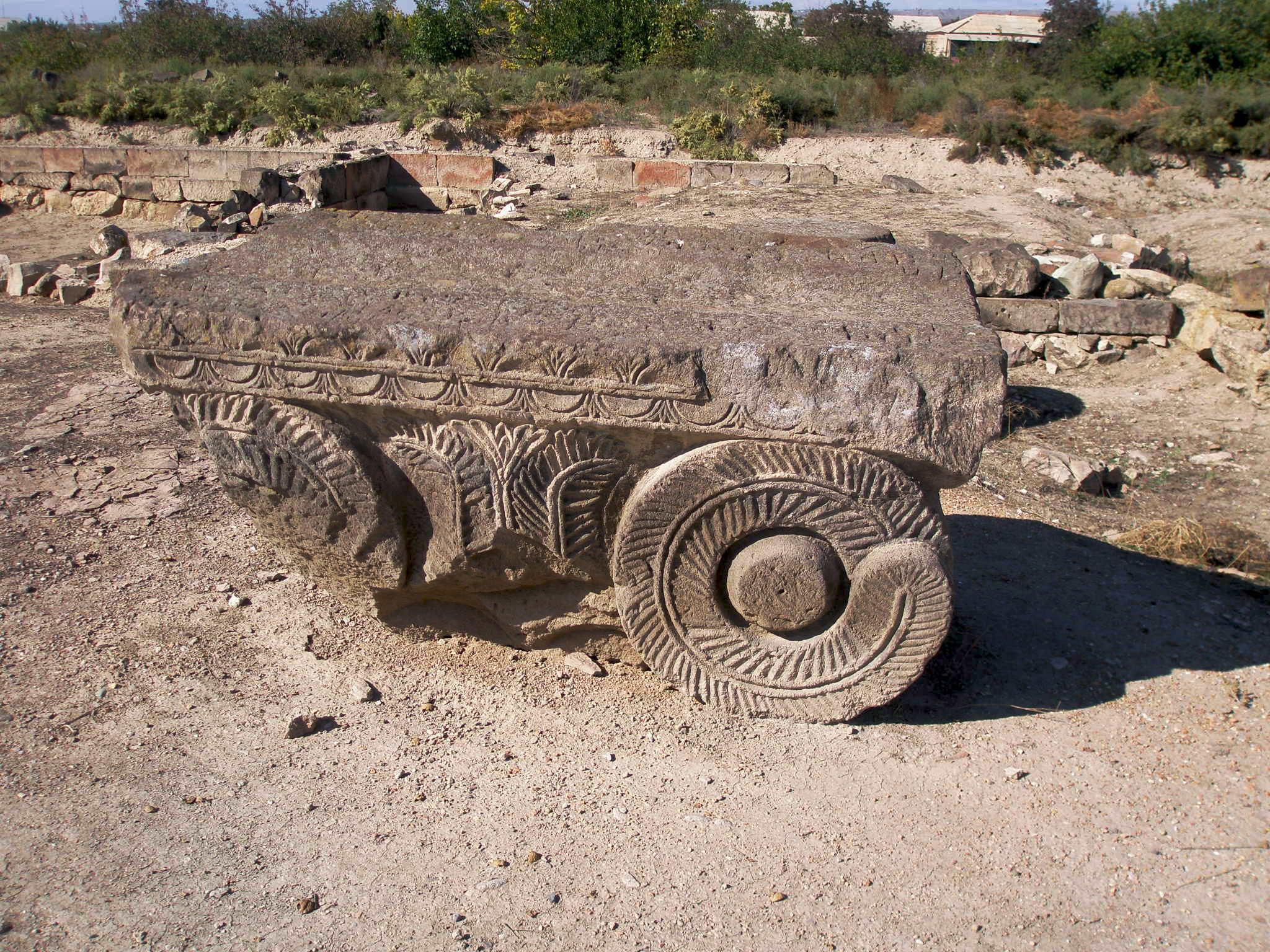
古代都市ドヴィンにある、聖グレゴリー大聖堂の柱頭
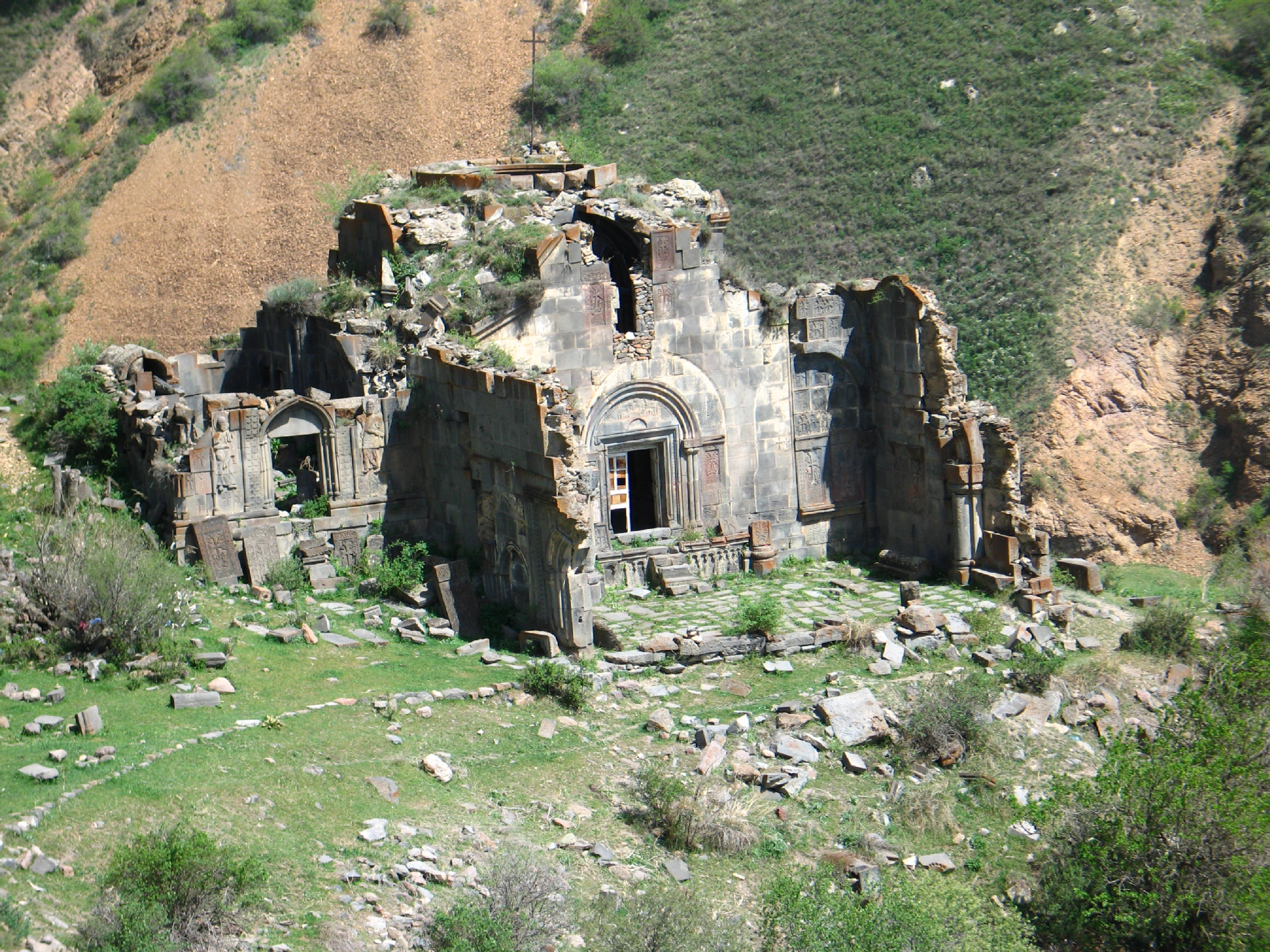
アグジョツ・ヴァンク修道院跡
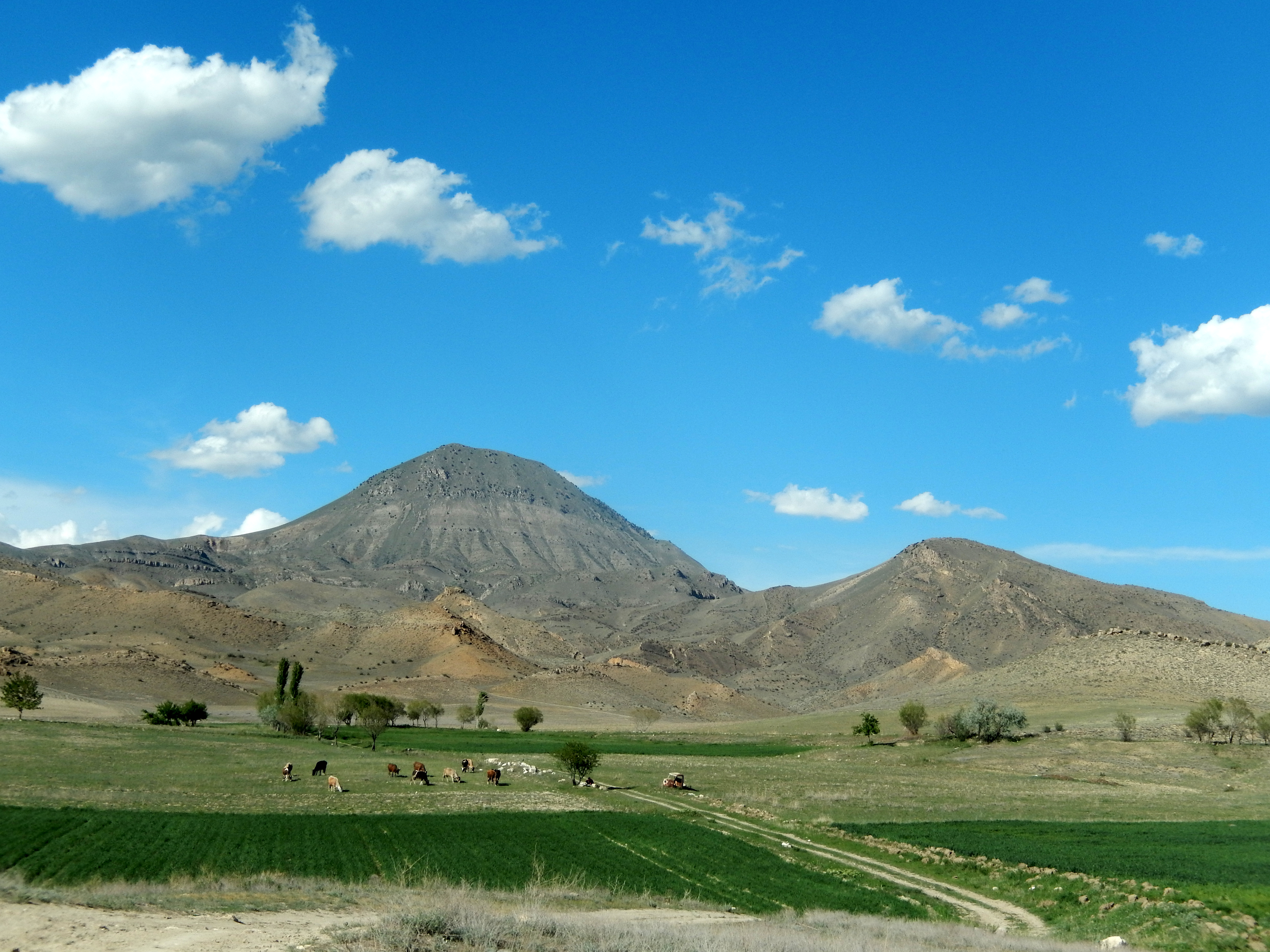
アララト地方中部を貫き、ウルツ山脈に聳えるコトゥツ山（アルメニア語版）
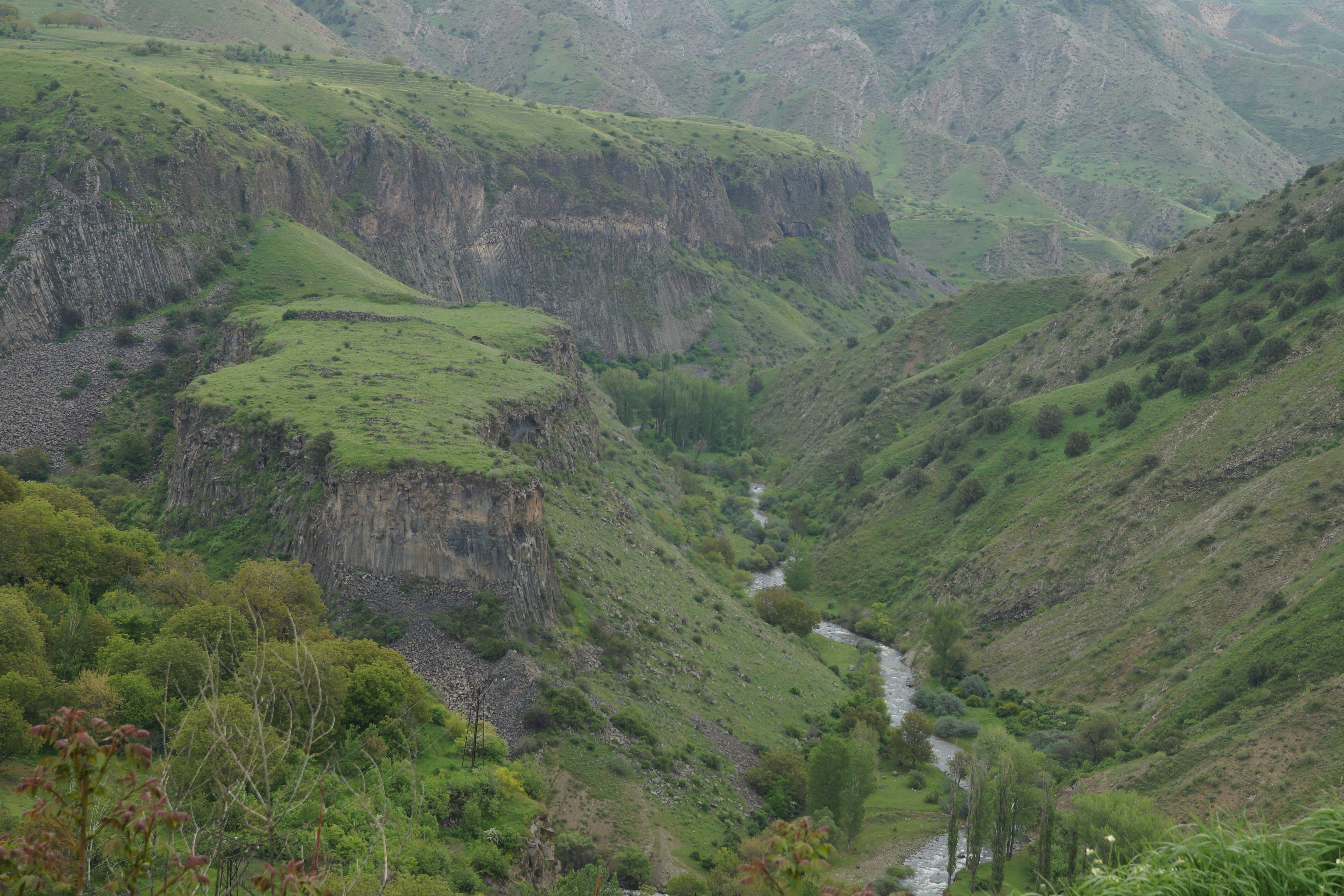
ホスロフ自然保護区
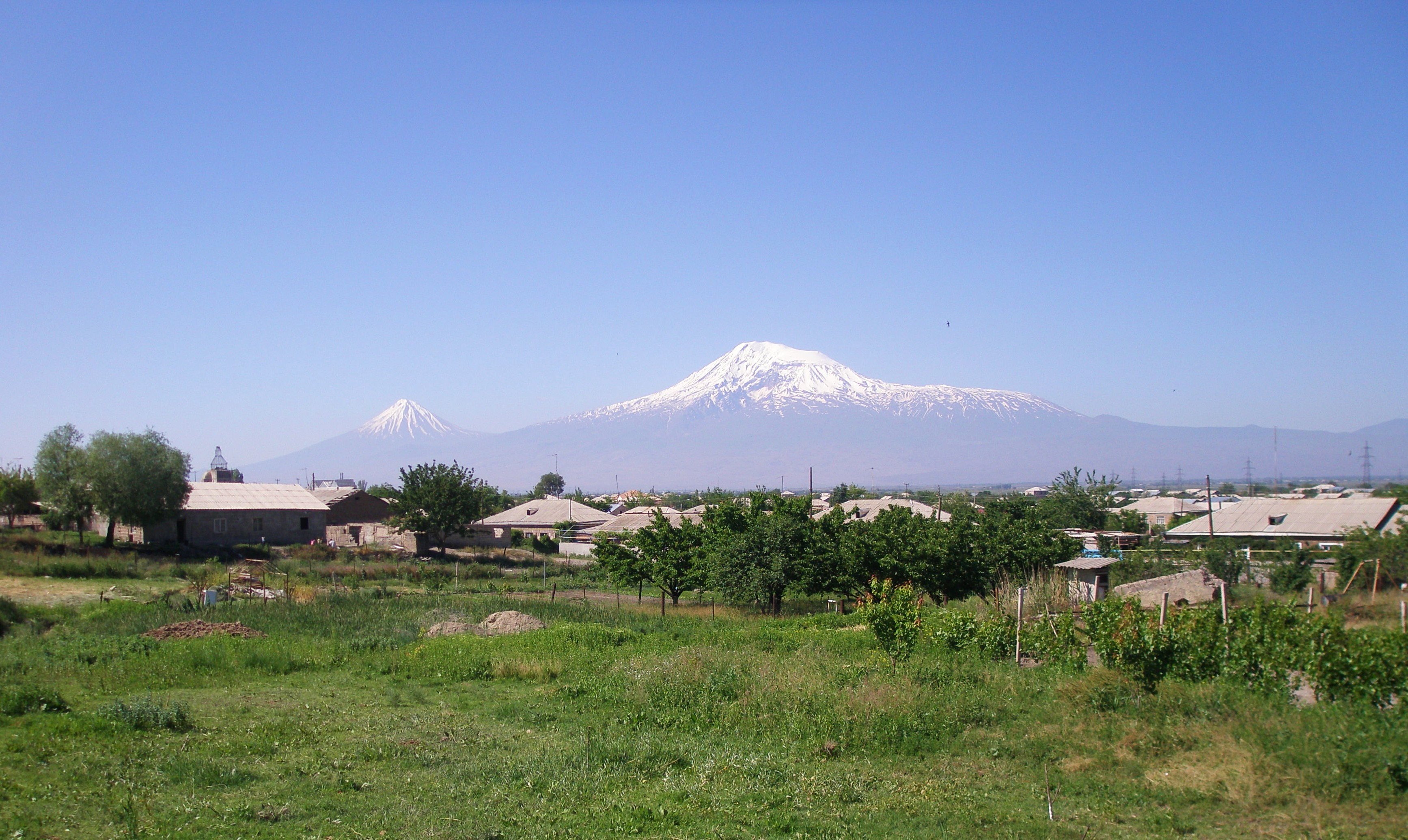
ノル・クリン（アルメニア語版）村から見たアララト山